# Robotnicy
Robotnicy – opowiadanie Marka Hłaski opublikowane początkowo w tygodniku „Nowa Kultura” w 1955 roku pod tytułem Most, a następnie już pod właściwym tytułem w 1956 roku w zbiorze Pierwszy krok w chmurach. Bohaterami utworu są robotnicy pracujący przy budowie mostu. Opowiadanie zostało wyróżnione Nagrodą Pracy w 1955 roku.

## Okoliczności powstania utworu
Na początku lat 50. Hłasko mieszkał z matką w Warszawie i pracował w firmach transportowych. W 1954 roku jego pierwsze opowiadanie Baza Sokołowska pojawiło się w magazynach literackich. Na początku 1955 roku, próbując zapewnić sobie warunki do pisania, wyjechał do krewnych matki we wsi Dębno Królewskie.
Utwór został początkowo wydany pod tytułem Most razem z opowiadaniem Okno w tygodniku literackim „Nowa Kultura” 20 marca 1955 roku. Rok później został wydany jako Robotnicy w ramach zbioru opowiadań Pierwszy krok w chmurach, gdzie ukończenie prac datowane jest na rok 1955. Utwór został zadedykowany krytykowi literackiemu Wacławowi Sadkowskiemu.

## Fabuła
Grupa robotników pracuje przy budowie mostu. Praca odbywa się na terenie równinnym, z daleka od miast i wsi. Bohaterowie planują co będą robić po zakończeniu budowy i narzekają na warunki pracy. Mija czas, a robotnicy użalają się na złą pogodę; każda pora roku przynosi inny problem, ulewy, mróz, wiatr czy upał. Budowa dobiegła końca, na otwarcie mostu zjechała prasa i kierownictwo zakładu. Dziennikarz radiowy relacjonując wydarzenie opisuje pozytywnie trud pracy i radość przodowników pracy. Sekretarz zakładu nie może wytrzymać, przerywa mu, krzycząc do mikrofonu „Gówno!”. Po zakończeniu uroczystości otwarcia, budowniczowie rozbierają namioty, pakują się i wyjeżdżają. Patrząc na oddalający się most zaczynają płakać. Główny bohater, myśląc o moście porównuje go do ludzi i rzeczy, które kocha się mocniej dopiero po ich utracie.

## Opinie krytyków
Zbiór opowiadań Pierwszy krok w chmurach został pozytywnie odebrany w prasie i był nazywany najlepszym debiutem powojennym. Przychylnie książkę ocenili ówcześni krytycy m.in. Andrzej Kijowski, Henryk Krzeczkowski czy Aleksander Ziemny. Wacław Sadkowski, któremu pisarz zadedykował Robotników napisał w „Expressie Wieczornym” „…dawno nie witaliśmy w naszej literaturze debiutu, którego wartości nie potrzeba nareszcie opatrywać zastrzeżeniami i dobrymi nadziejami na przyszłość. Debiut Hłaski jest w pełni dojrzały.”. Pierwszy krok w chmurach ukazał się dzięki wydawnictwu Czytelnik w nakładzie 10 000 egzemplarzy. Po pozytywnym odbiorze, podpisano umowę z autorem na drugie, dwukrotnie większe wydanie, które miało odbyć się w marcu 1957 roku i później trzecie w styczniu 1958 roku.
W ocenie historyka literatury Jerzego Jarzębskiego konstrukcja opowiadania opiera się na odwróceniu schematu typowej powieści produkcyjnej. Podobnie jak w produkcyjniakach, akcja koncentruje się wokół realizacji ważnej inwestycji. W utworach socrealistycznych praca jest dla zaangażowanych w nią osób źródłem satysfakcji, przyczynia się do budowy socjalizmu i integruje zaangażowane w nią jednostki, które stają się zgranym kolektywem. W Robotnikach jest odwrotnie – praca jest źródłem udręki i monotonii, a grupa pracowników rozpada się na zdenerwowane i zniechęcone jednostki. Zanegowane również zostaje stereotypowe optymistyczne zakończenie, typowe dla produkcyjniaków – u Hłaski zakończenie budowy mostu nie wiąże się z wesołością i poczuciem spełnienia, a z wściekłością i zniechęceniem.
Filolog Joanna Pyszny jest zdania, że zakończenie służy również obnażeniu fałszu języka oficjalnej propagandy – pompatyczne, pełne entuzjazmu przemówienie spikera radiowego, relacjonującego uroczystość otwarcia mostu, zostaje przerwane przez wulgarne przekleństwo wykrzyczane przez biorącego udział w budowie sekretarza partii. Łukasz Głos piszący dla magazynu „Maska” w swoim artykule z 2018 roku opisał nudę codzienności na podstawie wybranych utworów Hłaski. W Robotnikach zauważył, że rozległa równina jest więzieniem dla bohaterów, a radość z wykonywanej pracy staje się codzienną udręką. Redaktor podkreślił także fakt, że pracownicy ciągle piją alkohol tworząc sytuację, gdzie abstynencja jest wyjątkiem od normy.
W sierpniu 1955 roku opowiadanie zostało wyróżnione Nagrodą Pracy w konkursie literackim na V Światowym Festiwalu Młodzieży i Studentów o Pokój i Przyjaźń odbywającym się na niedawno wybudowanym Stadionie Dziesięciolecia w Warszawie. W 1958 roku za Pierwszy krok w chmurach Polskie Towarzystwo Wydawców Książek przyznało pisarzowi Nagrodę Wydawców.